# Loi pour la confiance dans l'institution judiciaire
Lire en ligne

sur Légifrance :
Loi organique no 021-1728 du 22 décembre 2021 pour la confiance dans l'institution judiciaire,
Loi no 2021-1729 du 22 décembre 2021 pour la confiance dans l'institution judiciaire

Les lois pour la confiance dans l'institution judiciaire sont des textes législatifs français promulgués le 22 décembre 2021.
Le projet est porté par le ministre de la justice Éric Dupond-Moretti. Selon le garde des Sceaux, l'objectif de cette loi est de « rétablir la confiance des citoyens dans la justice » . La loi s'inscrit dans les promesses  faites par Éric Dupond-Moretti  lors de son discours d'investiture en tant que ministre de la justice (enquêtes préliminaires, etc...)

## Historique
Le 6 juillet 2020, Éric Dupond-Moretti, récemment nommé garde des Sceaux par le président de la République Emmanuel Macron sur proposition du Premier ministre Jean Castex, fait une série de promesses lors de son discours de passation avec la ministre de la Justice sortante Nicole Belloubet, parmi lesquelles figurent la réforme de l'enquête préliminaire et le secret professionnel pour les avocats.
En mars 2021, Éric Dupond-Moretti annonce vouloir mener une large réforme de la justice visant à autoriser les audiences à être filmées, à supprimer les réductions de peine automatiques ou encore à réformer les enquêtes préliminaires. Lors du débat parlementaire, des manifestations ont lieu de la part des syndicats policiers réclamant notamment une plus grande fermeté pour les sanctions pénales (notamment le secrétaire général syndicat Alliance police nationale réclamant le retour des peines planchers). Le lendemain des manifestations, le gouvernement propose dans la précipitation la suppression du rappel à la loi.
Le projet de loi est adopté par l'Assemblée nationale en première lecture le 25 mai 2021 et par le Sénat le 29 septembre 2021. Le texte issu de la commission mixte paritaire est adopté par les deux chambres au mois de novembre, et le Conseil constitutionnel rend sa décision le 17 décembre 2021.

## Loi ordinaire
La loi compte sept titres et 61 articles.

### Enregistrement et diffusion des audiences
L'article 1 de la loi crée un article 38 quater à la loi du 29 juillet 1881 qui prévoit qu'une autorisation d'enregistrement de l'audience peut être accordée en vue de sa diffusion pour un motif d'intérêt public d'ordre pédagogique, informatif, culturel ou scientifique.

#### Autorisation d'enregistrement
L'autorisation doit d'abord être demandée à l'autorité compétente désignée par la l'article 38 quater de la loi du 29 juillet 1881. Certains cas particuliers supposent l'accord d'autres personnes. 

##### Autorité compétente
La demande d'autorisation d'enregistrement et de diffusion est adressée au ministre de la justice qui émet un avis. 
Elle est ensuite transmise à une autorité distincte selon l'audience concernée. 
- Pour les audiences des juridictions suprêmes (Cour de cassation, Conseil d'Etat, Cour des comptes, Tribunal des conflits) : le premier président ou président  (vice-président pour le Conseil d'Etat) de la juridiction ;
- Pour les audiences devant les juridictions du fond de l'ordre judiciaire : le premier président de la cour d'appel dans le ressort de laquelle se trouve la juridiction ;
- Pour les audiences devant les juridictions du fond de l'ordre administratif : le président de la juridiction concernée.

##### Cas particuliers
Si l'audience n'est pas publique (huis-clos ou chambre du conseil), la demande d'autorisation est également soumise aux parties qui ne peuvent l'accepter que par écrit. 
Si l'une des parties est mineure, l'enregistrement est forcément soumis à l'accord préalable du mineur capable de discernement ainsi qu'à celui de ses représentants légaux (parents titulaires de l'autorité parentale ou tuteur) ou, le cas échéant, de l'administrateur ad hoc désigné.

#### Déroulement de l'audience
A tout moment, le président qui dirige l'audience peut suspendre ou arrêter l'enregistrement sans que cette décision ne puisse être contestée. 
Il doit veiller à ce que l'enregistrement ne porte atteinte ni au bon déroulement de la procédure et des débats, ni à l'exercice de leurs droits par les parties et les autres personnes enregistrées (témoins etc). En outre, la confidentialité des échanges entre l'avocat et son client doit être garantie tout au long de l'audience.

#### Diffusion de l'enregistrement
La diffusion de l'enregistrement ne doit porter atteinte ni à la sécurité, ni au respect de la vie privée des personnes enregistrées, ni au respect de la présomption d'innocence. L'image et les autres éléments d'identification des personnes enregistrées ne peuvent être diffusés qu'avec leur consentement donné par écrit avant la tenue de l'audience. Les personnes enregistrées peuvent rétracter ce consentement dans un délai de quinze jours à compter de la fin de l'audience.
Elle est obligatoirement accompagnée d'éléments de description de l'audience et d'explications pédagogiques et accessibles sur le fonctionnement de la justice.
Il ne peut y avoir de diffusion qu'après que l'affaire a été définitivement jugée. Si une procédure de révision du procès est en cours, aucune diffusion ne peut avoir lieu.

### Déroulement des procédures pénales
L'article 2 fixe la durée maximale d'une enquête préliminaire à deux ans. Elle peut être prolongée d'un an sur avis du procureur de la République.
L'article 3 encadre l'utilisation de données de connexion liées à l'utilisation d'un réseau numérique de la part d'un avocat. La perquisition d'un avocat ne peut être mise en œuvre que s'il existe des raisons plausibles de sa mise en cause.
L'article 5 vise à encourager l'assignation à résidence en obligeant le juge à justifier la raison pour laquelle il considère le bracelet électronique inadapté à partir de 8 mois de prison.
L'article 6 contient plusieurs dispositions, dont le changement du nombre de votes en faveur de la culpabilité en cour d'assises. Jusqu'alors « toute décision défavorable à l'accusé se forme à la majorité de six voix au moins lorsque la cour d'assises statue en premier ressort et à la majorité de huit voix au moins lorsque la cour d'assises statue en appel. », sachant qu'une cour est constituée de trois magistrats et six jurés en premier ressort, neuf en appel. La loi porte le nombre minimal à sept en premier ressort, et ne le change pas en appel. Dans le même article, il est ajouté au code de procédure pénale que « la commission d'instruction de la Cour de révision et de réexamen est […] compétente pour procéder à l'annulation des pièces du dossier faisant état de déclarations de personnes entendues comme suspect ou comme témoin dont il apparaît qu'elles ont été recueillies à la suite de violences exercées par les enquêteurs. ». La loi ouvre ainsi la voie à la révision de l'affaire Mis et Thiennot.
L'article 9 généralise les cours criminelles créées dans une vingtaine de départements par la loi Belloubet. Éric Dupond-Moretti s'est pourtant opposé à la mise en place des cours criminelles lorsqu'il était avocat. 
L'article 11 supprime les crédits de réduction de peine (instituées par la loi portant sur l'adaptation de la justice aux évolutions de la criminalité « Perben II » de 2004). Le détenu devra faire preuve de sa volonté de réinsertion pour obtenir des réductions de peine, octroyées par le juge de l'application des peines. Cette réduction ne peut excéder six mois par année d'incarcération et quatorze jours par mois pour une durée d'incarcération inférieure à un an.
L'article 12 alourdit la période de sûreté en cas de meurtre sur un policier. Elle était alors de vingt-deux ans, ou trente si commis en bande organisée. Elle est désormais de trente ans.
L'article 14 supprime le rappel à la loi, remplacé par l’avertissement pénal probatoire.

### Service public pénitentiaire
L'article 24 autorise le Gouvernement à prendre par ordonnance la rédaction d'un code pénitentiaire.

## Loi organique
La loi compte trois titres et 5 articles.
Elle modifie l'ordonnance du 22 décembre 1958 portant loi organique relative au statut de la magistrature.

## Réactions

### Partis politiques
Les députés des Républicains se sont majoritairement abstenus lors du vote. Damien Abad juge que le texte « ne résout pas la cassure entre police et justice ».
Gulsen Yildirm, secrétaire nationale chargée de la justice du Parti socialiste, juge que le projet de loi n'a pas d'ambition politique.
Marine Le Pen, député du Rassemblement nationale, déclare que le texte de loi correspond à une politique du « semblant ».

### Organisations syndicales
L'Union syndicale des magistrats juge le projet de loi comme trop imprécis et laissant une marge de manœuvre importante. Sa présidente, Céline Parisot, estime qu'il « vient compliquer le travail de la justice » dénonçant une « réforme qui a lieu à moyens constants ».
Le Syndicat de la magistrature juge que le texte de loi est en décalage.

## Lien web
- « Loi du 22 décembre 2021 pour la confiance dans l’institution judiciaire », sur vie-publique.fr